# 汉节

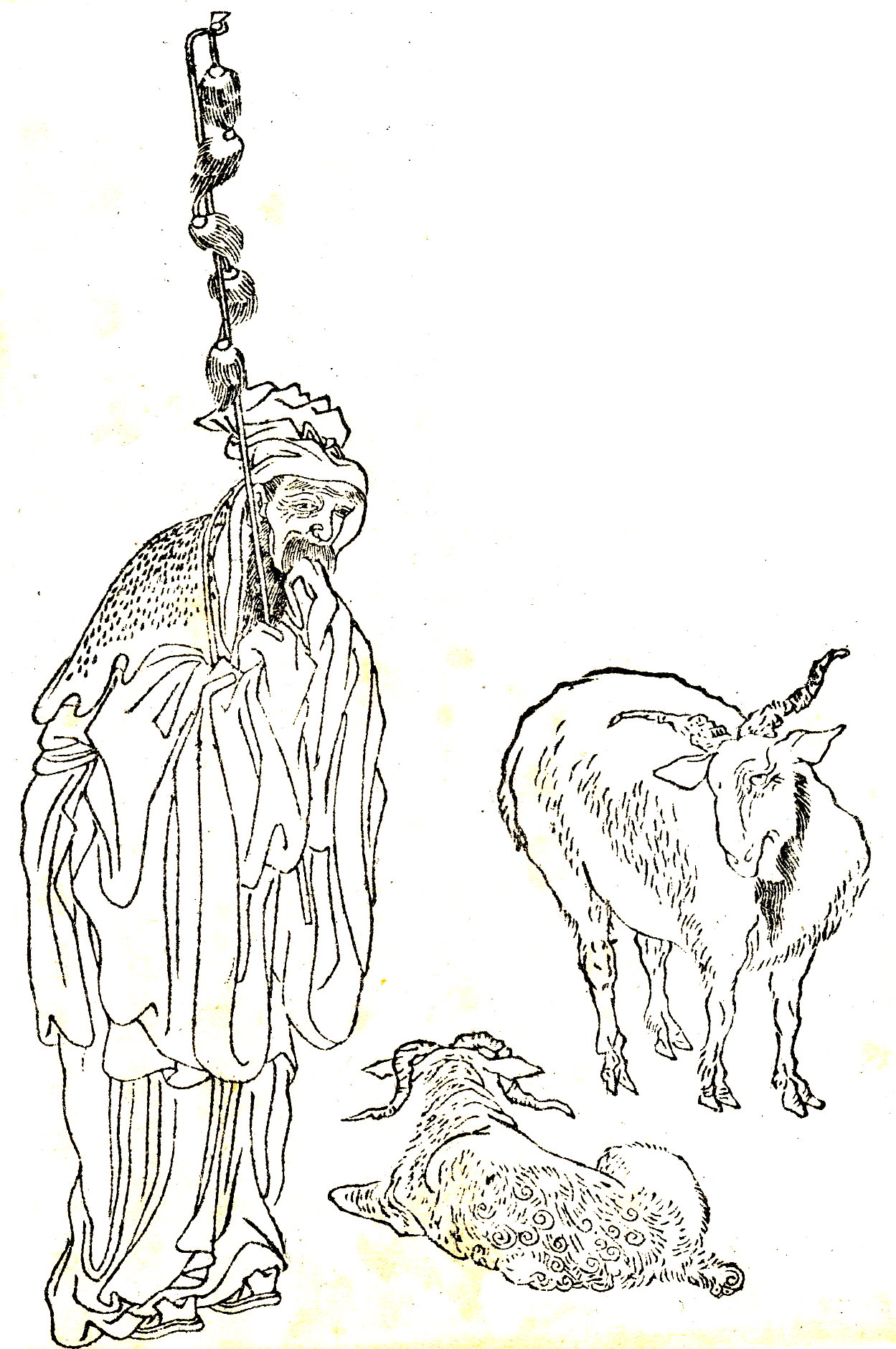
蘇武牧羊圖，其所持即為漢節

「節」為代表皇帝身份的信物，多外交使臣為用。漢代除外交使臣以外，凡傳達皇帝命令時，也憑節為信。
由於漢代出使西域頻繁，故通稱「漢節」；亦有稱「胡節」，以其用於通胡之故。由於出使外國或諸侯國之外交官員需持節，故聯稱「使節」，延用至今。
除外交官使用漢節以代表皇帝之外，凡代皇帝行事如分封、鎮壓、簽約、議和第，皆以持節突顯其代表性。漢景帝時，江都易王劉建在叛亂時，除模印國壐外，并「作漢使節二十」，即為一例。（參見漢書卷五十三，景十三王傳）
中國各朝皆有用節之記錄。西漢的節以竹所製，初期是用紅色，漢武帝時，因為戾太子發動宮廷政變，持赤節發兵，所以改為加黃旄，長約三尺（漢代一尺約二十三公分），頂端束有以氂牛尾制的節旄（黄公紹《韶會》注“節柄長三尺，毛三重，以旄牛為之”）。至東漢“以竹為節，柄長八尺，其毛三重”（《明史》卷68《輿服志四》）。漢書蘇武傳：「杖漢節牧羊，臥起操持，節旄盡落。」顏色上，在漢初節杖因其朝奉土德，節杖為黃色，後正為火德，更色為紅。而後代也有金質銅身的節杖，然而其原始的意義卻更迭不休。隋唐以後，節的使用已經不若兩漢，漸漸變成皇帝的象徵，其造形亦日趨華麗。北宋時出現的「金節」，是在長竿上置一圓頂，周圍罩黃籠緞布，綴以八層紅絲及繡龍。至明代，洪武十五年製使節，二十一年詔考定使節之制，禮部盍霞光武時以竹為節柄長八尺其毛三重，而黃公紹韻會註漢節柄長三尺毛三重以旄毛為之，詔從三尺之製，金節為塗以朱漆之竹竿，在竿頂置一包金銅質之龍頭鈎，將紅纓節毬掛在鈎上。至清代，仿明朝金節型式，唯限定節毬五個，並以黃紗繡龍為罩籠，綠皮球帽為四角並綴銅鈴。